# Par de bases
|  |

|  |

Em genética e biologia molecular um par de bases consiste em dois nucleotídeos opostos e complementares nas cadeias de ADN e ARN que estão conectadas por ligações de hidrogênio (frequentemente chamadas pb ou do inglês base pair, bp).
Na canônica paridade de bases Watson-Crick, adenina (A) forma um par de base com timina (T), como a guanina (G) faz par com a citosina (C) no DNA. No ARN, a timina é substituída pelo uracilo (U), conectando-se este com a adenosina. A paridade de base não nos moldes Watson-Crick com alternados padrões de ligações de hidrogênio também ocorre, especialmente no RNA; tais padrões comuns são os pares de bases Hoogsteen.
Paridade é também o mecanismo pelo qual códons sobre moléculas de RNA mensageiro são reconhecidas por anticódons sobre RNA transferência durante a translação de proteína. Algumas enzimas de ligação DNA ou RNA podem reconhecer padrões de paridade de bases específicas que identificam regiões de genes de regulação particular.
O tamanho de um gene individual ou um genoma inteiro de um organismo é frequentemente medido nos pares de bases. O DNA é normalmente de cadeia dupla. Desde que, o número total de pares de bases é igual ao número de nucleotídeos numa das cadeias (com a exceção de regiões de cadeia única não codificada de telômeros). O genoma humano haploide (23 cromossomas) é estimado como tendo aproximadamente o comprimento de 3 bilhões de pares de bases e contendo de 20 a 25 mil genes distintos.
Uma quilobase (em algumas obras kilobase) é uma unidade de medida em biologia molecular significando 1 000 pares de bases de DNA ou RNA.

## Exemplos
As seguintes sequências de DNA ilustram padrões de cadeias duplas de pares. Por convenção, a cadeia de cima é escrita da extremidade 5' à extremidade 3'; então a cadeia de baixo é escrita da 3' a 5'.
Um sequência de DNA de bases em paridade:
{\displaystyle ATCGAT}
{\displaystyle TAGCTA}
A correspondente sequência de RNA de bases em paridade, na qual uracilo é substituído por timina:
{\displaystyle ATCGAT}
{\displaystyle UAGCUA}

## Medidas de comprimento
As seguintes abreviações são comumente usadas para descrever o comprimento das moléculas de DNA/RNA:
- {\displaystyle bp=} par de bases (da inglês base pair) — um bp corresponde a aproximadamente 3,4 Å de comprimento ao longo da cadeia
- {\displaystyle {kb}({=~kbp})=} kilo (quilo) pares de bases = 1 000 bp
- {\displaystyle Mb=} mega pares de bases = 1 000 000 bp
- {\displaystyle Gb=} giga pares de bases = 1 000 000 000 bp

No caso de cadeias isoladas de DNA/RNA nós falamos sobre nucleotídeos, abreviados nt (ou knt, Mnt, Gnt), proporcionais aos pares de bases, como eles não estão em pares.
Para distinção entre unidade de armazenamento de dados em computação e bases kbp, Mbp, Gbp, etc., devem ser usados para desambiguação.
O centimorgan é frequentemente usado por implicar comprimento ao longo de um cromossomo, mas o número de pares de bases ao qual corresponde varia grandemente. No genoma humano é equivalente a aproximadamente 1 milhão de pares de bases.